# Avalon: A Tribute to Mississippi John Hurt
Avalon: A Tribute to Mississippi John Hurt — студійний альбом американської блюзової співачки Рорі Блок, випущений 3 червня 2013 року канадським лейблом Stony Plain Records.  
Альбом став 4-м випущеним із серії «The Mentor Series» — колекції триб'ют-альбомів, що складаються з кавер-версій пісень та присвячених блюзовим виконавцям, яких співачка знала особисто. Альбом присвячений та складається (окрім 1 і 4) з пісень Міссісіпі Джона Герта (1892—1966), представника кантрі-блюзу, якого Блок вперше зустріла у грудні 1963 року на концерті у Нью-Йорку.
У 2014 році номінований на премію Blues Music Awards в категорії «акустичний альбом».

## Список композицій
1. «Everybody Loves John» (Рорі Блок) — 5:23
2. «Avalon» (Джон Герт) — 5:16
3. «Candy Man» (Джон Герт) — 3:42
4. «Frankie & Albert» (традиційна) — 5:59
5. «Got the Blues Can't Be Satisfied» (Джон Герт) — 4:00
6. «Louis Collins» (Джон Герт) — 4:17
7. «Richland Woman Blues» (Джон Герт) — 4:44
8. «Spike Driver Blues» (Джон Герт) — 4:17
9. «Stagolee» (Джон Герт) — 4:01
10. «Make Me a Pallet on Your Floor» (традиційна) — 4:44
11. «Pay Day» (Джон Герт) — 4:38

Композиції (2, 3, 5, 8, 9, 11) написані Міссісіпі Джоном Гертом (EMI Longitude Music Inc), композиція 1 написана Рорі Блок (Brown Foot Publishing Company), традиційні композиції (4, 10) з аранжування та адаптацією Рорі Блок (Brown Foot Publishing Company), композиція 6 — Джон Герт (Wynwood Music Co Inc /Zap Publishing Co), 7 — Джон Герт (Songs O Windswept Pacifc).

## Учасники запису
- Рорі Блок —  акустична гітара, вокал, продюсер, тексти пісень, текст, ілюстрації та цитати для обкладинки

Технічний персонал
- Роб Девіс — інженер, продюсер, мастеринг, зведення
- Марк Даттон — графічний дизайн у Halkier + Dutton Design
- Сергіо Кургайєц — фотографія
- Джон Берн Кук — фотографія Міссісіпі Джона Герта
- Голгер Петерсен — виконавчий продюсер

Записаний у студії звукозапису Aurora Productions (ш. Кентуккі). У записі альбому Рорі Блок використовувала акустичну гітару OM-40 Martin серії Signature Model Series, струни Martin SP3200 середньої товщини, каподастр та SK 14мм слайд.

## Деталі релізу
| Рік  | Лейбл       | Формат | Каталог   |
| ---- | ----------- | ------ | --------- |
| 2013 | Stony Plain | CD     | SPCD 1369 |